# 湯氏天竺鯛
湯氏天竺鯛，為輻鰭魚綱鈎頭魚目天竺鯛科的其中一個種。

## 分布
本魚分布於中西大西洋區、包括墨西哥灣、加勒比海各島嶼、美國南部等海域。

## 深度
水深3至55公尺。

## 特徵
本魚體長圓而側扁。頭大、吻長、眼大。頜齒細小，鋤骨和腭骨通常具齒，舌上無齒。前鰓蓋骨邊緣光滑，體被弱櫛鱗，體略透明呈粉紅色，額部至眼睛有一黑色斑紋，另體側於第二背鰭及尾柄處各有一黑色橫紋，尾鰭叉形。背鰭硬棘8枚、軟條9枚；臀鰭硬棘2枚、軟條8枚。體長可達6.5公分。

## 生態
本魚棲息於珊瑚礁或岩礁區，獨居或成小群活動，白天躲藏於岩洞中，夜間出來覓食，屬肉食性，以小型底棲甲殼類為食。繁殖期時，雄魚具有口孵習性，卵約7日化成仔魚，由雄魚吐出，具短暫的仔魚飄浮期。

## 經濟利用
不具經濟價值。